# Olivia Williams
Olivia Haigh Williams (n. 26 iulie 1968, Greater London, Anglia, Regatul Unit) este o actriță britanică care a apărut în filme și seriale TV britanice și americane.

## Filmografie

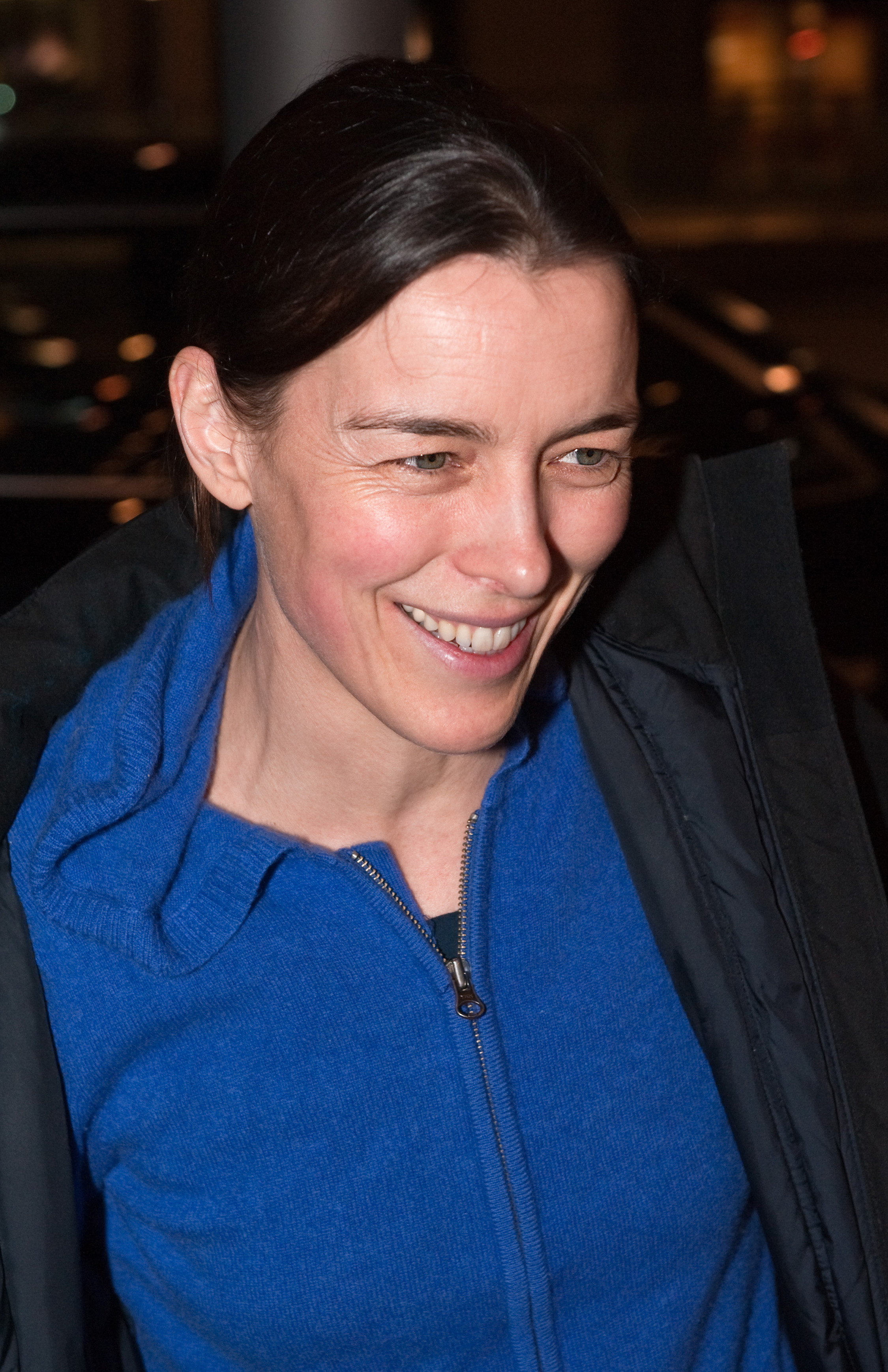
Williams la Festivalul de Film de la Berlin din 2010

### Film
| An   | Film                        | Rol                                 | Note              |
| ---- | --------------------------- | ----------------------------------- | ----------------- |
| 1997 | Beck                        | Karen Quinn                         |                   |
| 1997 | Gaston's War                | Nicky                               | Film belgian      |
| 1997 | Poștașul                    | Abby                                |                   |
| 1998 | Rushmore                    | Rosemary Cross                      |                   |
| 1999 | Al șaselea simț             | Anna Crowe                          |                   |
| 2000 | Loterie mortală             | Audrey                              |                   |
| 2000 | Născuți romantici           | Eleanor                             |                   |
| 2000 | Weekend fatal               | Diana                               | sau Mood Swingers |
| 2001 | Misiune în țara sfântă      | Sharon Golban                       |                   |
| 2001 | Lucky Break                 | Annabel Sweep/Lady Hamilton in show |                   |
| 2001 | The Man from Elysian Fields | Andrea                              |                   |
| 2002 | The Heart of Me             | Madeleine                           |                   |
| 2002 | Below                       | Claire                              |                   |
| 2003 | To Kill a King              | Lady Anne Fairfax                   |                   |
| 2003 | Peter Pan                   | Mrs. Darling                        |                   |
| 2005 | Valiant                     | Victoria (voice)                    |                   |
| 2005 | Tara Road                   | Ria                                 |                   |
| 2005 | Mockingbird                 | Mother                              |                   |
| 2006 | X-Men: The Last Stand       | Moira MacTaggert                    | nemenționată      |
| 2008 | Flashbacks of a Fool        | Grace Scott                         |                   |
| 2008 | Broken Lines                | Zoe                                 |                   |
| 2009 | An Education                | Miss Stubbs                         |                   |
| 2010 | The Ghost Writer            | Ruth Lang                           |                   |
| 2010 | Sex & Drugs & Rock & Roll   | Betty Dury                          |                   |
| 2011 | Collaborator                | Emma Stiles                         |                   |
| 2011 | Hanna                       | Rachel                              |                   |
| 2011 | Wild Bill                   | Kelly                               |                   |
| 2012 | Anna Karenina               | Countess Vronskaya                  |                   |
| 2012 | Now Is Good                 | Mother                              |                   |
| 2012 | Hyde Park on Hudson         | Eleanor Roosevelt                   |                   |
| 2013 | The Last Days on Mars       | Kim Aldrich                         |                   |
| 2013 | Justin și Cavalerii         | Regina (rol de voce)                |                   |
| 2014 | Sabotaj                     | Investigator Caroline Brentwood     |                   |
| 2014 | Hărți către stele           | Cristina Weiss                      |                   |
| 2014 | Altar                       | Meg Hamilton                        |                   |
| 2015 | Seventh Son                 | Mam Ward                            |                   |
| 2015 | Man Up                      | Hilary                              |                   |
| 2016 | The White King              | Sophia (voice)                      |                   |
| 2017 | Victoria & Abdul            | Jane Spencer, Baroness Churchill    |                   |
| 2019 | Nyet!                       | Ms Pyke                             | Scurtmetraj       |
| 2020 | The Father                  | The Woman                           |                   |

### Televiziune
| An        | Titlu                               | Rol                   | Note                                |
| --------- | ----------------------------------- | --------------------- | ----------------------------------- |
| 1992      | Van der Valk                        | Irene Kortman         | 1 episod: "Still Waters"            |
| 1992      | The Ruth Rendell Mysteries          | Jennifer Norris       | 1 episod: "The Speaker of Mandarin" |
| 1996      | Emma                                | Jane Fairfax          |                                     |
| 1998      | Friends                             | Felicity              | 2 episoade                          |
| 2000      | Jason and the Argonauts             | Hera                  |                                     |
| 2001      | Spaced                              | Knocked-down Cyclist  | 1 episod: "Help"                    |
| 2004      | Agatha Christie: A Life in Pictures | Agatha Christie       |                                     |
| 2006      | Krakatoa: The Last Days             | Johanna Beijerinck    |                                     |
| 2007      | Damage                              | Michelle Cahill       |                                     |
| 2008      | Miss Austen Regrets                 | Jane Austen           |                                     |
| 2009–2010 | Dollhouse                           | Adelle DeWitt         | Rol principal                       |
| 2010      | Terriers                            | Miriam Foster         |                                     |
| 2011–2012 | Case Sensitive                      | DS Charlie Zailer     |                                     |
| 2014      | Salting the Battlefield             | Belinda Kay           |                                     |
| 2014–2015 | Manhattan                           | Liza Winter           | Rol principal                       |
| 2017      | The Halcyon                         | Lady Hamilton         |                                     |
| 2017–2019 | Counterpart                         | Emily Burton Silk     | Rol principal                       |
| 2021      | The Nevers                          | Lavinia Bidlow        | Rol principal                       |
| TBC       | The Crown                           | Camilla Parker Bowles | Sezoanele 5 și 6                    |

## În teatru
| An   | Piesă de teatru            | Rol             | Teatrul                                                 |
| ---- | -------------------------- | --------------- | ------------------------------------------------------- |
| 1995 | Richard al III-lea         |                 |                                                         |
| 2003 | Love's Labour's Lost       | The Princess    | Olivier Theatre, National Theatre, Londra               |
| 2003 | The Hotel in Amsterdam     | Annie           | Donmar Warehouse, Londra                                |
| 2006 | The Changeling             | Beatrice-Joanna | Cheek by Jowl production at the Barbican Centre, Londra |
| 2011 | In a Forest, Dark and Deep | Betty           | Vaudeville Theatre, Londra                              |
| 2015 | Waste                      | Amy O'Connell   | Lyttelton Theatre, National Theatre, Londra             |
| 2017 | Mosquitoes                 | Alice           | Dorfman Theatre, National Theatre, Londra               |
| 2019 | Tartuffe                   | Elmire          | Lyttelton Theatre, National Theatre, Londra             |